# Dołgije Budy
Dołgije Budy (ros. Долгие Буды) – wieś (ros. село, trb. sieło) w zachodniej Rosji, centrum administracyjne sielsowietu dołgobudskiego rejonu biełowskiego w obwodzie kurskim.

## Geografia
Wieś położona jest 12,5 km od centrum administracyjnego Biełaja i 71 km od Kurska.
Ulice wsi to (stan na rok 2020):  Bugai, Krasnyj Chutor, Kurskaja, Leninskaja, Miłajenka, Pierwomajskaja, Sowietskaja.

## Demografia
W 2010 r. miejscowość zamieszkiwało 720 osób.

## Zabytki
- Cerkiew Narodzenia Najświętszej Bogurodzicy (1897)[2]